# Evaldas Girdauskas
Evaldas Girdauskas (* 6. März 1978 in Sakiai, Litauen) ist ein litauischer und deutscher Kardiochirurg und Professor.

## Leben
Nach dem Abitur an der Mittelschule absolvierte Girdauskas von 1996 bis 2002 ein Medizinstudium an der Medizinischen Universität Kaunas in Kaunas. Von 2003 bis 2008 arbeitete er als Assistenzarzt im Heart Center Leipzig (der Helios Kliniken). Ab 2008 war er Konsultant in der Zentralklinik Bad Berka. 2009 wurde er für seine Dissertation mit dem Titel „Ergebnisse der chirurgischen Behandlung der akuten Typ-A-Dissektion im Herzzentrum Leipzig von 1995 bis 2007“ an der Universität Leipzig promoviert. 2013 wurde er für seine Arbeit „Analyse der aortalen Veränderungen bei Patienten mit bikuspider Aortenklappe und assoziierten Erkrankungen“ habilitiert.
Seit 2016 war er geschäftsführender Oberarzt und Stellvertretender Klinikdirektor (Herzchirurgie) am Universitären Herzzentrum Hamburg des Universitätsklinikums Hamburg-Eppendorf. Seit März 2017 ist er Professor für Herzklappenrekonstruktion und Behandlung von Patienten mit Aortopathien. Er ist Leiter des Programms für (minimalinvasive) Herzklappen-Rekonstruktion und Behandlung der Aortopathien.
Zum 1. Januar 2021 hat Girdauskas die neu eingerichtete Professur für Herz- und Thoraxchirurgie an der Medizinischen Fakultät der Universität Augsburg übernommen und ist Direktor der Klinik für Herz- und Thoraxchirurgie am Universitätsklinikum Augsburg.  Er gilt als Spezialist für kardiovaskuläre Erkrankungen wie Aortenerkrankungen, Mitralklappenerkrankungen, Herzinsuffizienz und Kardiomyopathien.
Evaldas Girdauskas ist verheiratet.